# Österreichisches Volkshochschularchiv

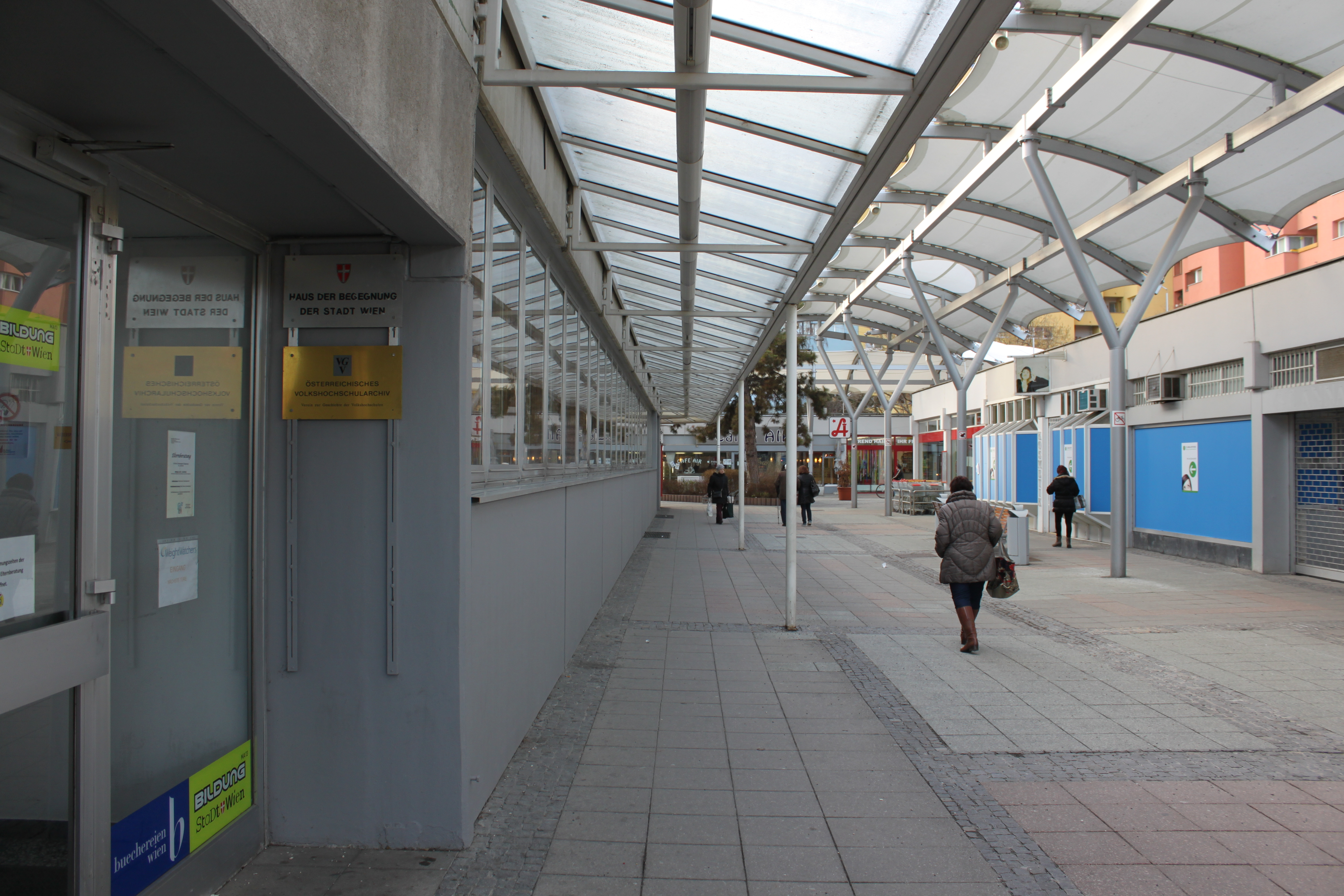
Gedeckter Platz vor dem Österreichischen Volkshochschularchiv, vor einer Zweigstelle der Volkshochschule Floridsdorf und vor einer Filiale der Büchereien Wien in der Großfeldsiedlung in Floridsdorf in Wien

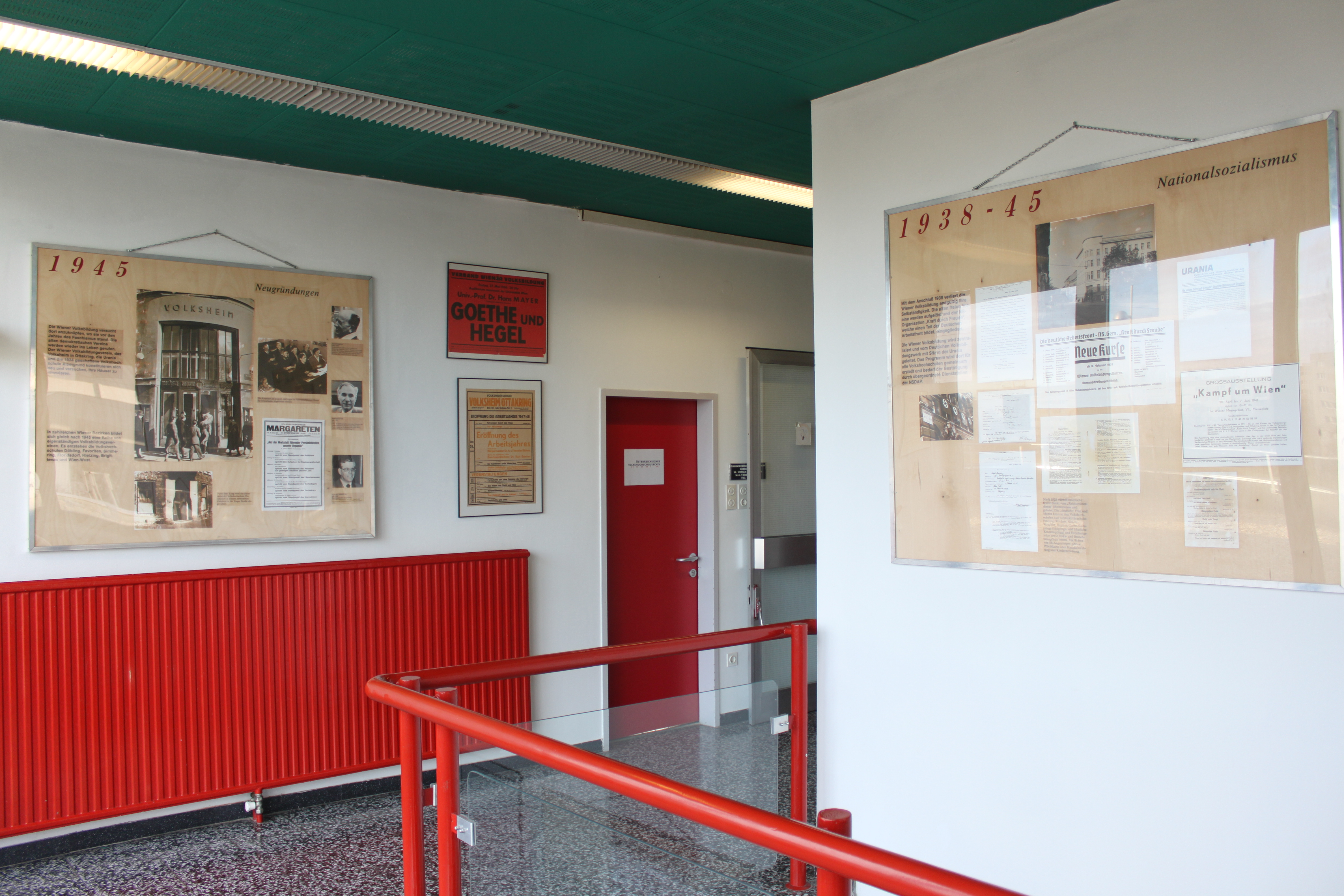
Archivausstellung im Stiegenhaus

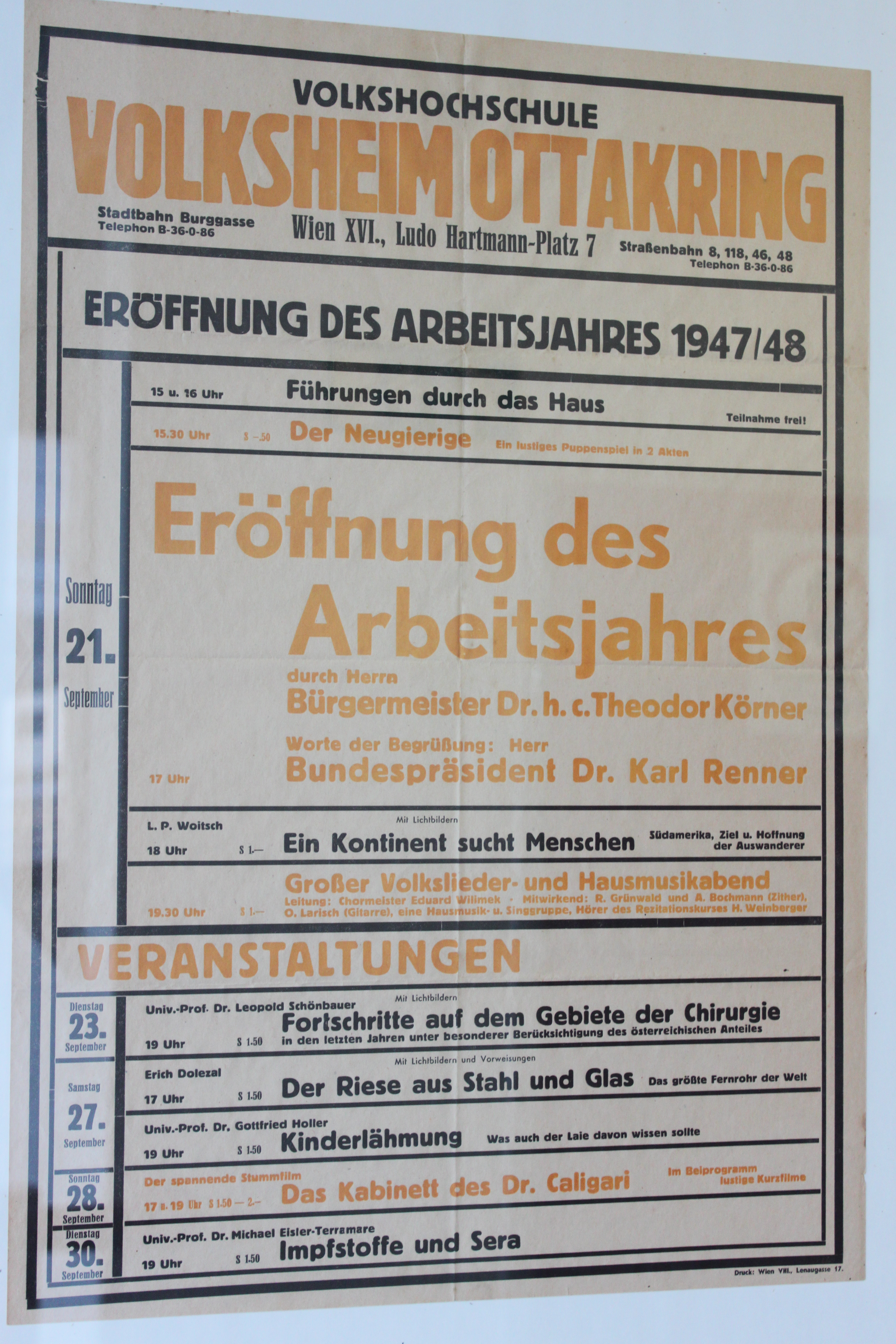
Ausstellungsplakat vom Volksheim Ottakring aus 1947 mit Nennung von Bürgermeister Theodor Körner und Bundespräsident Karl Renner

Das Österreichische Volkshochschularchiv in Wien-Floridsdorf ist das zentrale Archiv der Volkshochschulen in Österreich. Es ist darüber hinaus seit 2014 Unternehmensarchiv der Wiener Volkshochschulen GmbH. Das Volkshochschularchiv sammelt Archivalia und Dokumente und führt die „Wolfgang Speiser/Karl R. Stadler-Studien-Bibliothek“.
2018 wurde die seit mehr als 130 Jahren geleistete Bildungsarbeit der österreichischen Volkshochschulen per Bescheid des Österreichischen Staatsarchivs als „wesentliche und im österreichischen Bildungssystem nicht mehr wegzudenkende Säule des nationalen Bildungswesens“ gewürdigt und die Bestände des Österreichischen Volkshochschularchivs „aus nationaler wie auch aus überregionaler Sicht als wertvolles Kulturgut und schutzwürdiges Archivgut“ unter Denkmalschutz gestellt.

## Geschichte
Bei Treffen von Volkshochschulvertretern aus Deutschland, Österreich und der Schweiz, welche ab 1981 jährlich stattfanden, wurde die geschichtliche Entwicklung der Volkshochschulen insbesondere nach 1945 besprochen. Daraus entstand für Österreich eine Ausstellung zum 100-Jahre-Jubiläum im Wiener Rathaus. Die intensiven Recherchen für die Ausstellung leistete unter anderen der damalige Direktor der VHS Wien-Nord Karl Hochwarter. Darauf folgte im Dezember 1987 die Gründung des Vereins zur Geschichte der Volkshochschulen. An der Gründung waren der langjährige Zentralsekretär vom Verband Wiener Volksbildung Wolfgang Speiser, Karl Hochwarter, Karl Foltinek als Leiter der Wiener Magistratsabteilung 7 – Kultur, Landtagsabgeordneter Ernst Steinbach als damaliger Vorsitzender des Verbandes Wiener Volksbildung und der Sektionschef Hans Altenhuber vom Unterrichtsministerium beteiligt. Aufgabe des Vereines war die Sammlung, Aufbewahrung und Auswertung von historischem Quellenmaterial, womit der Aufbau eines österreichischen Volkshochschularchivs eingeleitet wurde. Das Mitteilungsblatt wurde zur Fachzeitschrift ausgebaut und erscheint seit 1995 unter dem Titel Spurensuche. Dabei wurde der eingeschränkte Umgang mit der eigenen österreichischen Vergangenheit und die sogenannte Verdrängungskultur der Zweiten Republik im Hinblick auf die Jahre von 1933 bis 1945 auch bei den Volkshochschulen in den Blick genommen. Durch die ständige Ausweitung der Aktivitäten wurde 2008 das Archiv als eigenständige Einheit vom Verband Wiener Volksbildung in die neu geschaffene Wiener Volkshochschulen GmbH übergeführt. Insbesondere für die Realisierung einer Online-Historiografie erhielt das Archiv den deutschen Preis für Innovation in der Erwachsenenbildung (2007).
Seit 1996 wird das Österreichische Volkshochschularchiv vom Zeithistoriker Christian H. Stifter geleitet.

## Bestände
- Vereinsarchiv: Wiener Volksbildungsverein ab 1887, der Urania Wien ab 1897 und der Volkshochschule Ottakring ab 1901.
- Verbandsarchiv: Konferenz der Erwachsenenbildung Österreichs – KEBÖ ab 1972, Verband Österreichischer Volkshochschulen ab 1950, Verband Wiener Volksbildung (1949–2008), Die Wiener Volkshochschulen GmbH ab 2008, Verband Niederösterreichischer Volkshochschulen ab 1957.
- Programmarchiv: Veranstaltungsprogramme ab 1887, Digitales Veranstaltungsverzeichnis Wiener Volksbildungseinrichtungen und Volkshochschulen (1887–1955).
- Bildarchiv: Fotos von der Frühzeit der österreichischen Volksbildung bis zur Gegenwart, 60.000 Glasbilder der Lichtbildersammlung Urania Wien (1898–1945).
- Plakatarchiv: 2000 Plakate ab 1908.
- Medienarchiv: Filme, Videos, Tonprotokolle.
- Sammlungen: Athenäum Wien (1901–1913) eine von Ludo Moritz Hartmann 1900 in Wien initiierte Frauenhochschule, DOKEB – Dokumentationssystem Erwachsenenbildung (1974–1997), Förderstelle des Bundes für Erwachsenenbildung für das Burgenland, Institut für Politische Bildung/Mattersburg (1977–1994), Haus Ri(e)f (1955–1993), Österreichische Gesellschaft für Politische Bildung ab 1994, Volkstümliche Universitätskurse der Universität Wien (1907–1917).
- Legate/Vorlässe/Nachlässe/Teilnachlässe zu Hugo Ellenberger (Nachlass), Karl Foltinek (Teilnachlass), Herbert Grau (Teilnachlass), Karl Hochwarter (Vorlass), Josef Lehrl (Splitternachlass), Eduard Leisching (Splitternachlass), Karl Mark (Splitternachlass), Wolfgang Speiser (Teilnachlass), Karl R. Stadler (Nachlass), Ferdinand Starmühlner (Teilnachlass).

## Vorsitzende des Fördervereins
- 1987–1989 Wolfgang Speiser
- 1989–2009 Hans Altenhuber
- seit 2009 Lorenz Mikoletzky